# Рішка
Рішка (рум. Rișca) — село у повіті Хунедоара в Румунії. Входить до складу комуни Бая-де-Кріш.
Село розташоване на відстані 328 км на північний захід від Бухареста, 37 км на північний захід від Деви, 94 км на південний захід від Клуж-Напоки, 123 км на північний схід від Тімішоари.

## Населення
За даними перепису населення 2002 року у селі проживали 262 особи, усі — румуни. Усі жителі села рідною мовою назвали румунську.